# غوردون براون (لاعب كرة قدم لوكسمبورغي)
غوردون براون (بالفرنسية: Gordon Braun)‏ (25 يوليو 1977 بلوكسمبورغ - ) هو لاعب كرة قدم لوكسمبورغي في مركز الهجوم. شارك مع منتخب لوكسمبورغ لكرة القدم. أما مع النوادي، فقد لعب مع إف91 دوديلانج وجينيس إيسش ويونيون لوكسمبورغ.

## مسيرته الكروية
لعب غوردون براون خلال مسيرته الاحترافية مع 3 أندية في خمسة عشر موسمًا وسجل خلالها 98 هدفًا ضمن 215 مباراة. حيث فاز في ستة مواسم بالكأس وفي ثمانية مواسم بالدوري.
خاض غوردون براون مسيرته مع نادي يونيون لوكسمبورغ في موسم 1994–95 ولمدة موسمين، مشاركًا في 30 مباراة سجل خلالها 14 هدفًا. ثم انتقل إلى نادي جونيس إيتش في موسم 1996–97 في المرة الأولى ليلعب معه أربعة مواسم ثم في موسم 2002–03 ليلعب معه أربعة مواسم، حيث شارك طوالها في 123 مباراة سجل خلالها 59 هدفًا. لينتقل بعدها إلى نادي إف91 دوديلانج في موسم 2000–01 في المرة الأولى واستمر معه طيلة ثلاثة مواسم ثم في موسم 2005–06 ولمدة موسمين، مشاركًا طوالها في 62 مباراة سجل خلالها 25 هدفًا.

## وصلات خارجية
- غوردون براون على موقع قاعدة بيانات كرة القدم.إي يو (الإنجليزية)
- غوردون براون على موقع ناشيونال فوتبول تيمز (الإنجليزية)